# Boris Fjodorowitsch Budnikow
Boris Fjodorowitsch Budnikow (russisch Борис Фёдорович Будников; * 16. Februar 1942 in Saratow oder Moskau, Russische SFSR, Sowjetunion; † 26. April 2023 in Moskau, Russland) war ein sowjetischer Segler.

## Erfolge
Boris Budnikow, der bei VS Moskau segelte, nahm dreimal an Olympischen Spielen teil. Bei seinem Olympiadebüt 1972 erreichte er im Starboot im Olympiazentrum Schilksee den neunten Platz. Vier Jahre darauf verpasste er in Montreal in der Bootsklasse Soling als Vierter einen Medaillengewinn. Mit Nikolai Poljakow und Walentin Samotaikin als Crew blieb Budnikow mit 48,7 Punkten nur knapp hinter dem US-amerikanischen und dem DDR-Boot zurück, die beide 47,4 Punkte erzielten. Bei den Olympischen Spielen 1980 in Moskau war er erneut Skipper des sowjetischen Bootes im Soling, dessen Crew aus Nikolai Poljakow und seinem Bruder Alexander Budnikow bestand. In sieben Wettfahrten gelangen ihnen drei zweite und zwei dritte Plätze, womit sie mit 30,4 Punkten die in Tallinn stattfindende Regatta hinter dem von Poul Høj Jensen angeführten dänischen Boot mit 23 Punkten und knapp vor dem griechischen Boot um Anastasios Boundouris mit 31,1 Punkten auf dem zweiten Platz beendeten und die Silbermedaille gewannen. Im selben Jahr wurden die Budnikow-Brüder und Poljakow zusammen Europameister im Soling sowie 1982 Vizeeuropameister. Mit zwei anderen Crewmitgliedern wurde Budnikow 1983 nochmals Vizeeuropameister sowie 1984 auch Vizeweltmeister.